# Philiris ianthina
Philiris ianthina är en fjärilsart som beskrevs av Tite 1963. Philiris ianthina ingår i släktet Philiris och familjen juvelvingar. Inga underarter finns listade i Catalogue of Life.